# The Valley (Stadion)
The Valley ist ein Fußballstadion im Stadtteil Charlton der englischen Hauptstadt London, Vereinigtes Königreich. Es ist die Heimspielstätte des Fußballclubs Charlton Athletic, der auch der Eigentümer ist. Es bietet heute als Sitzplatzstadion 27.111 Zuschauern Platz. Die Anlage wurde 1919 fertiggestellt und 1991 umgebaut. Der Rekordbesuch zu Stehplatzzeiten datiert vom 12. Februar 1938, als 75.031 Zuschauer zum Spiel der 5. Runde im FA Cup 1937/38 zwischen Charlton Athletic und Aston Villa (1:1) kamen.

## Galerie

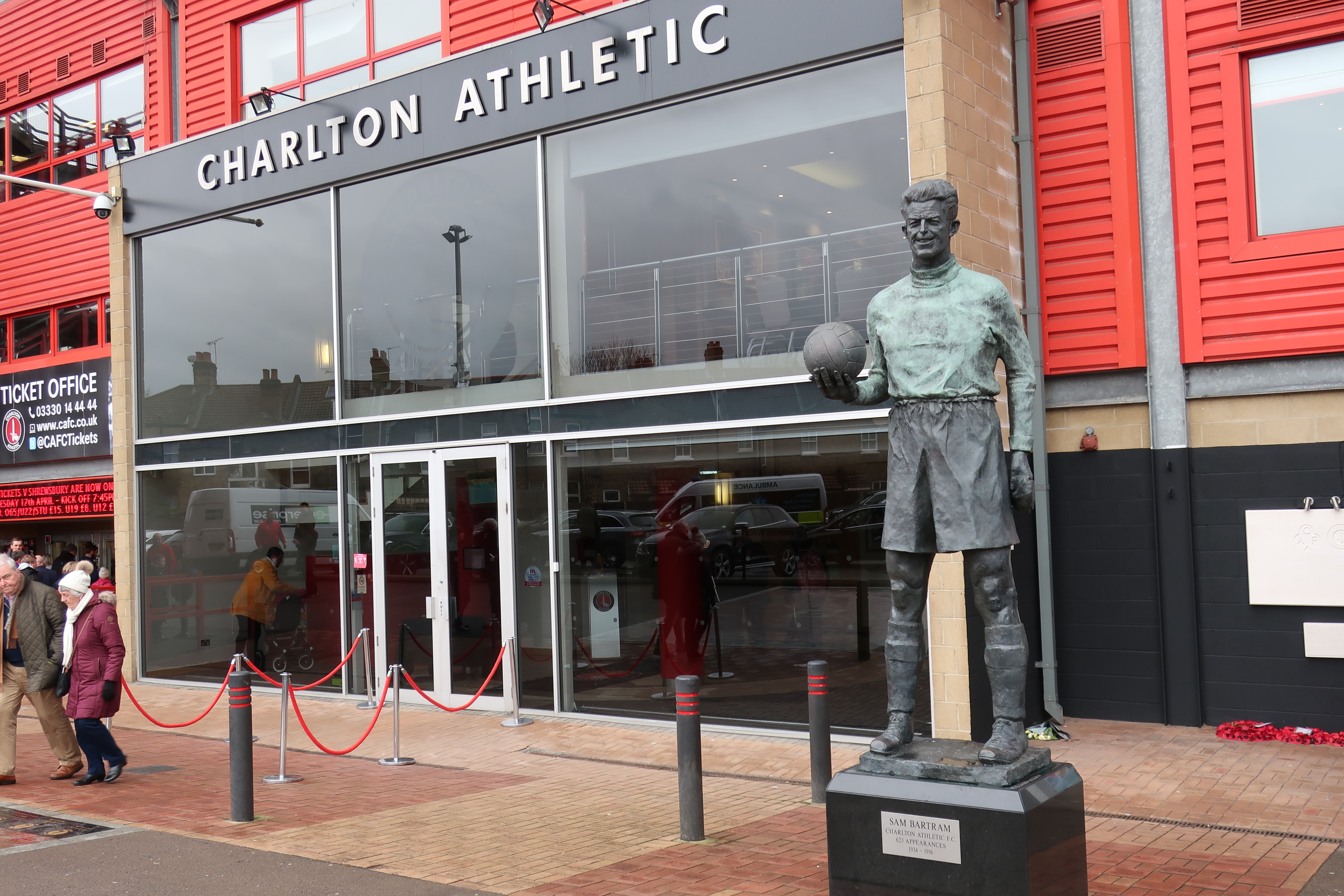
Vor dem Stadion steht die Statue von Torhüter und Vereinslegende Sam Bartram. Er bestritt von 1934 bis 1956 insgesamt 623 Spiele für die Red Robins (2018).